# Grand Sans Toucher
Le Grand Sans Toucher est un sommet situé dans le massif montagneux sur l'île de Basse-Terre en Guadeloupe. S'élevant à 1 356 mètres d'altitude, il constitue le point tri-partite des territoires des communes de Vieux-Habitants, Baillif et Capesterre-Belle-Eau. Il fait partie du parc national de la Guadeloupe.

## Hydrographie
Les sources de la Grande Rivière de la Capesterre et de la rivière des Pères sont situées sur ses flancs.